# Zacarías Yanzi
Zacarías Yanzi (Salta, Virreinato del Río de la Plata, febrero de 1801 - San Juan, Argentina, agosto de 1888) fue un militar y político argentino, que participó en la guerra de independencia y ejerció brevemente el cargo de gobernador de la provincia de San Juan.

## Biografía
De origen salteño, se incorporó al Ejército del Norte en 1815, y dos años más tarde se incorporó a los gauchos de Güemes. Combatió las invasiones realistas en varias oportunidades; en 1821, cuando el caudillo fue herido en la última gran invasión, lo ayudó a escapar de sus perseguidores y lo acompañó hasta su muerte. Pasó a Orán, donde fue tomado prisionero por los realistas, a fines de 1821. [cita requerida]Permaneció tres años en la cárcel de Potosí, y fue puesto en libertad cuando Sucre invadió el Alto Perú.
En 1825 se estableció en San Juan, donde se dedicó al transporte de mercaderías desde el litoral hacia las provincias de Cuyo. Por muchos años se mantuvo relativamente alejado de la política y de las armas.
Durante la década de 1840 apoyó al gobernador Nazario Benavídez y fue diputado provincial. Era un hombre de modales muy finos, pero tenía fama de valiente.
En 1852, el gobernador viajó a la firma del Acuerdo de San Nicolás, dejando como gobernador delegado a Yanzi. Éste se rodeó de dirigentes unitarios, entre ellos su ministro Rosauro Doncel. La legislatura depuso a Benavídez en ausencia, y el 29 de mayo de 1852 eligió en su lugar a Yanzi. Pocas semanas después su gobierno se enfrentó con la legislatura, tras disponer que los productos importados no pagasen impuestos con lo que perjudicaba a las artesanías e industrias provinciales. A mediado de ese año la provincia fue sacudida por una seguidilla pillajes y saqueos que llevaron caos al interior provincial. Dado el extenso apoyo que gozaban los federales mediante un bando ordenó dar muerte a todos los prisioneros y a todos los enemigos que simpaticen con la causa federal.
La legislatura notificó la noticia a Benavídez, que se encontraba en San Luis, en viaje de regreso a su provincia; y pidió al gobernador Pablo Lucero, de esa provincia, que desarmara a las fuerzas que acompañaran a Benavídez. Pero Lucero entendió que, si apoyaba ese golpe de Estado, sería él mismo el próximo en caer en manos de los unitarios. Ambos escribieron al presidente provisional Urquiza, que ordenó que todas las fuerzas de San Luis, La Rioja y Mendoza se dirigieran a San Juan, a reponer a Benavídez en el gobierno. Yanzi no intentó oponerse, y el 8 de agosto permitió ingresar al caudillo pacíficamente a la capital, entregándole de inmediato el gobierno. Pasó algunas semanas preso, pero no volvió a tener problemas. Durante los años siguientes volvió a dedicarse al comercio.
En 1860 apoyó la revolución que terminó con la muerte del gobernador José Antonio Virasoro, y perdió un hijo en la batalla de la Rinconada del Pocito. Su casa y su comercio fueron saqueados, y debió permanecer escondido un tiempo.[cita requerida] Prudentemente, se mantuvo lejos de la política durante la década de 1860, en que se destacó la actitud revanchista del gobernador Domingo Faustino Sarmiento y la rebeldía federal, que tuvo su auge en la Revolución de los Colorados, a fines de 1866.

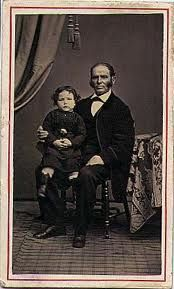
Retrato de Zacarías Antonio Yanzi y su pequeño hijo, circa 1860

El gobernador Gómez Rufino lo nombró jefe de policía en 1873, cargo que ocupó hasta la invasión de Arredondo al año siguiente, durante la revolución de 1874. Después de la derrota de éste, fue elegido diputado provincial.
En 1883 publicó unos "Apuntes Históricos Acerca de la Vida Militar del General Güemes".
Falleció en San Juan en agosto de 1888.